# 27 pr. n. št.
27 pr. n. št. je bilo po julijanskem koledarju navadno leto, ki se je začelo na nedeljo, ponedeljek ali torek, ali pa prestopno leto, ki se je začelo na ponedeljek (različni viri navajajo različne podatke). Po proleptičnem julijanskem koledarju je bilo navadno leto, ki se je začelo na nedeljo.
V rimskem svetu je bilo znano kot drugo leto sokonzulstva Avgusta in Agripe, pa tudi kot leto 727 ab urbe condita.
Oznaka 27 pr. Kr. oz. 27 AC (Ante Christum, »pred Kristusom«), zdaj posodobljeno v 27 pr. n. št., se uporablja od srednjega veka, ko se je uveljavilo številčenje po sistemu Anno Domini.

## Dogodki
- 16. januar – rimski senat razglasi Gaja Julija Cezarja Oktavijana za prvega avgusta (cesarja) Rimskega cesarstva.
- 27. januar – ustanovljena je rimska provinca Lugdunska Galija
- z vojaško reformo cesarja Avgusta je število rimskih legij zmanjšano na 26, ustanovljena je pretorijska straža.